# دينيس ايسبوسيتو
دينيس ايسبوسيتو (بالإيطالية: Dennis Esposito)‏ (25 يناير 1988 بميلانو في إيطاليا - ) هو لاعب كرة قدم إيطالي في مركزي قلب الدفاع والدفاع. لعب مع إنتر ميلان ونادي ريجيانا 1919 ونادي ليكو ونادي مونزا.